# 阿尤勒亥庙
阿尤勒亥庙，位于内蒙古自治区锡林郭勒盟锡林浩特市，是一座藏传佛教格鲁派寺院。

## 简介
阿尤勒亥庙位于锡林浩特市阿尔善宝拉格镇阿尤勒亥居委会境内。1946年6月，第二次国共内战全面爆发。在华北战场，国军从东西两个方向进攻晋察冀边区和晋绥边区，夺取承德，切断了中国共产党控制的华北解放区与东北解放区之间的主要战略通道，并且进逼张家口。内蒙古自治运动联合会遂撤离张家口，转移到贝子庙（今锡林浩特市）。当时，进犯多伦淖尔的国军声称要在1946年9月至10月间进攻贝子庙。鉴于阿巴嘎左旗民主政府所在地杨都庙的地理位置及危险时局，阿巴嘎左旗的领导决定将阿巴嘎左旗民主政府驻地向北撤至阿尤勒亥庙，此后又同蒙古人民共和国联系，将阿巴嘎左旗民主政府撤至靠近中蒙边境的呼布尔（位于阿巴嘎旗吉日嘎朗图苏木白音图嘎嘎查境内）。
后来，阿巴嘎左旗民主政府又迁至阿尤勒亥庙。1948年10月，胡图凌嘎匪帮的200多名匪徒袭击了阿巴嘎左旗政府所在地阿尤勒亥庙，阿巴嘎左旗支会副主任兼公安局科长特木耳宝勒道等人反击，3人在突围中战死，10人被捕，阿尤勒亥庙也遭烧毁。现该庙仅存遗迹。1949年3月25日，中部联合旗在阿尤勒亥庙成立，锡林郭勒盟党政领导到会表示祝贺，中部联合旗机关设在阿尤勒亥庙。
中华人民共和国时期，阿尤勒亥庙曾为锡林浩特市阿尔善宝拉格苏木的所在地，后来该苏木的驻地迁往他处。2011年，为纪念中国共产党成立90周年，锡林浩特市推出该市第一条红色旅游线路：锡林浩特烈士陵园—锡察巴乌工委驻地遗址（贝子庙）—阿尤勒亥庙遗迹。